# 佩斯坎蒂纳
佩斯坎蒂纳（義大利語：Pescantina），是意大利威尼托大区维罗纳省的一个市镇。总面积19.66平方公里，人口16088人，人口密度818.3人/平方公里（2009年）。国家统计（ISTAT）代码为023058。

## 友好城市
- 波蘭謝德爾采 1993年